# Center za raziskovanje javnega mnenja in množičnih komunikacij
Center za raziskovanje javnega mnenja in množičnih komunikacij (kratica CJMMK) je raziskovalna enota, ki deluje v sklopu Inštituta za družbene vede Fakultete za družbene vede v Ljubljani; ustanovljen je bil leta 1966.
Center izvaja številne statistične raziskave na različnih področjih družbenih vprašanj. Ustanovitelj in dolgoletni vodja centra je bil Niko Toš.

## Projekti
- Slovensko javno mnenje (1968-danes)
- Politbarometer (1995-danes)